# The Brimstone Sluggers
The Brimstone Sluggers es el tercer y último álbum de estudio de la banda de Rock Crazy Town. Este será el primer álbum de estudio de Crazy Town después de haberse reunido y su primer álbum que se publicará con su formación actual en 2015.
Antes de la formación original se reunió en 2009, Darkhorse fue lanzado en 2002, pero no logró igualar el éxito de su primer álbum, The Gift of Game. La banda salió rompió con su discográfica y poco después se separaron en 2003. Después de muchos retrasos, el primer sencillo del álbum, "Lemonface", fue puesto en libertad en mayo de 2014 a la venta en iTunes. El 27 de enero de 2015, la banda lanzó un nuevo sencillo "Megatron".
Inicialmente la banda no pensaba hacer un álbum completo pero, se confirmó el lanzamiento; el 28 de agosto de 2015.

## Antecedentes después de las separación (2003-2009)
Binzer lanza su primer álbum como solista "Happy Love Sick", bajo el alias de "Shifty" en el 2004, produciendo el sencillo "Slide Along Side". Binzer también contribuyó vocales a Paul Oakenfold en el sencillo "Starry Eyed Surprise".
Tyler contribuyó a "Ringer", un proyecto formado por Eric Powell de la banda 16volt. Aunque su álbum no fue lanzado oficialmente, se puede descargar desde su página web.
Rust Epique eligió "Pre) thing" en el 2003. Lanzó el álbum "22nd Century Lifestyle" que obtuvo bastante rotación radial, pero en poco tiempo después Epique muere de un fatal ataque al corazón en su hogar en Las Vegas.
Dj AM deja la banda después de su primer disco y se centra más en su carrera como DJ en solitario, también colaborando con el baterista de Blink-182, Travis Barker. Luego un 28 de agosto de 2009 es hallado muerto en su lujoso departamento debido a una sobredosis de Crack y fármacos prescritos. DJ AM ya había superado una etapa como alcohólico y adicto a las drogas y llevó cerca de 11 años sobrio. Antes de morir estaba realizando un Reality sobre la rehabilitación de drogas que quedó con un episodio inconcluso.

## Grabación y producción
En una entrevista en 2013 con New Metal 4U, Shifty y Epic dijeron que Crazy Town se encuentran actualmente en el estudio grabando un nuevo álbum, titulado The Brimstone Sluggers.
En 2013 Crazy Town creó nuevas páginas oficiales de Facebook y Twitter para la banda. En diciembre de 2013 se lanzó la canción Lemonface como descarga digital. El 18 de diciembre de 2014 Crazy Town lanzó su primer sencillo oficial Megatron de su próximo álbum The Brimstone Sluggers. "Megatron" fue presentado como el nuevo tema musical de Impact Wrestling.

## Lista de canciones
| Original |                                                 |          |  |
| N.º      | Título                                          | Duración |  |
| 1.       | «Come Inside»                                   | 3:18     |  |
| 2.       | «Light the Way»                                 | 3:45     |  |
| 3.       | «Born to Raise Hell (feat. J. Angel & DJ Am)»   | 3:32     |  |
| 4.       | «Ashes (feat. Tom Dumont of No Doubt)»          | 3:40     |  |
| 5.       | «Megatron (feat. Boondock)»                     | 3:41     |  |
| 6.       | «Backpack (feat. Bishop Lamont & Fann)»         | 4:15     |  |
| 7.       | «A Little More Time (feat. Koko LaRoo)»         | 3:39     |  |
| 8.       | «The Keys (feat. Madchild)»                     | 3:35     |  |
| 9.       | «Lemonface»                                     | 3:49     |  |
| 10.      | «Baby You Don't Know (feat. Fann)»              | 3:09     |  |
| 11.      | «My Place»                                      | 3:08     |  |
| 12.      | «West Coast»                                    | 3:41     |  |
| 13.      | «Megatron (feat. Boondock) [Alternate Version]» | 3:45     |  |